# 이스라엘 요르단강 서안 지구 분리 장벽

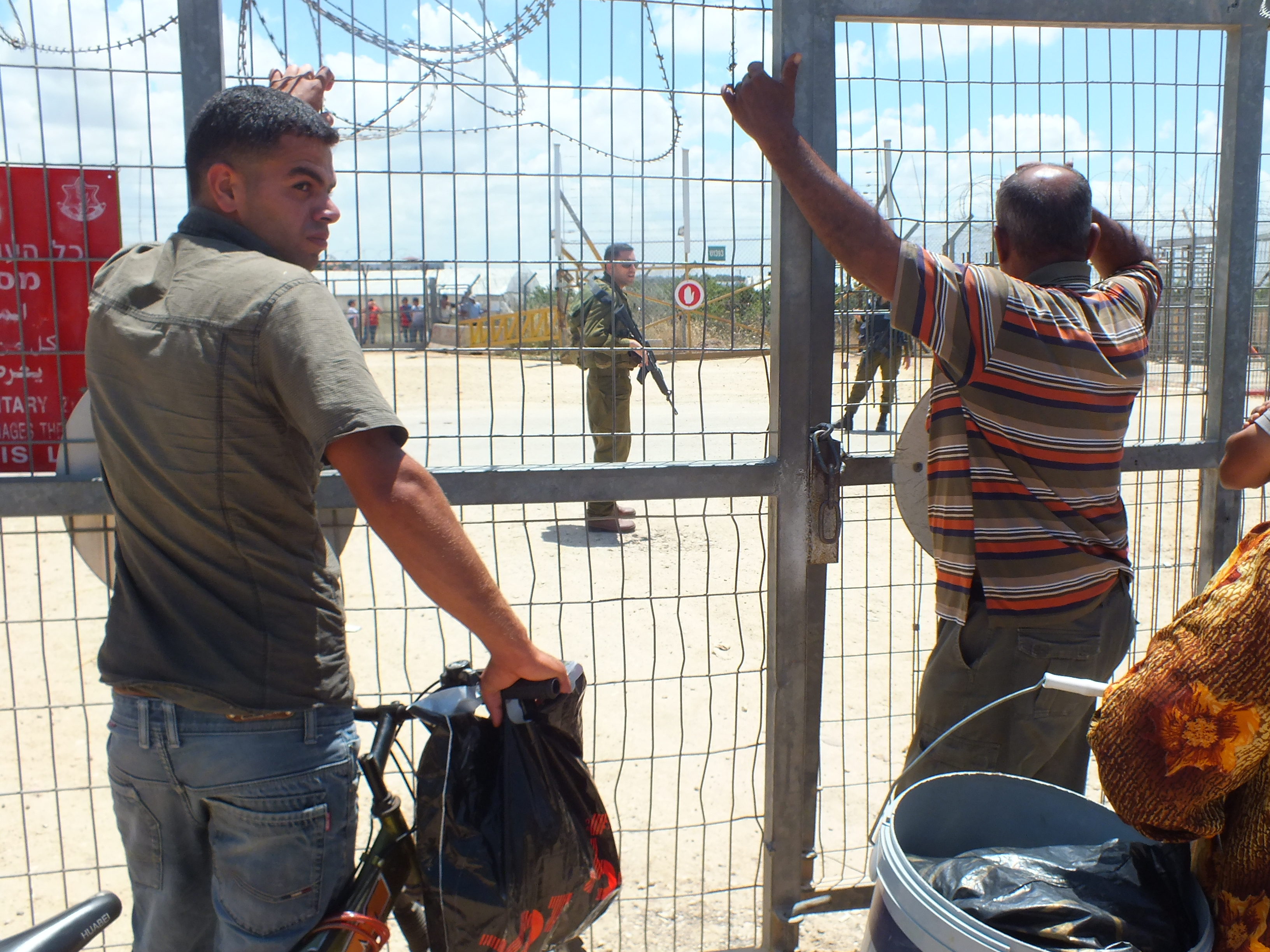

분리 장벽(分離障壁, 히브리어: גדר ההפרדה (도움말·정보))은 2002년부터 이스라엘이 요르단강 서안 지구 내에 건설한 거대 장벽이다. 다른 명칭은 보안 장벽(保安障壁, 히브리어: גדר הפרדה) 또는 안보 장벽(安保障壁)이며, 이스라엘에서 보통 반테러 장벽(히브리어: גדר אנטי-טרוריסטית)으로도 불린다.
2004년에 국제사법재판소는 '이스라엘에게 장벽의 건설은 부당하며, 또한 자기 방어권을 필요로 하지 않는다'라고 권고하였다.

## 같이 보기
- 레몬 트리